# Pleumartin
Pleumartin ist eine französische Gemeinde mit 1.208 Einwohnern (Stand: 1. Januar 2022) im Département Vienne in der Region Nouvelle-Aquitaine (vor 2016: Poitou-Charentes); sie gehört zum Arrondissement Châtellerault und zum Kanton Châtellerault-3 (bis 2015: Kanton Pleumartin). Die Einwohner werden Pleumartinois genannt.

## Lage
Pleumartin liegt etwa 18 Kilometer südöstlich von Châtellerault. Hier entspringt das Flüsschen Luire und entwässert zur Creuse. Nachbargemeinden von Pleumartin sind Leigné-les-Bois im Norden und Westen, La Roche-Posay im Norden und Nordosten, Vicq-sur-Gartempe im Osten, Saint-Pierre-de-Maillé im Süden und Südosten, Archigny im Süden und Südwesten sowie Chenevelles im Südwesten.

## Bevölkerungsentwicklung
| Jahr                      | 1962 | 1968 | 1975 | 1982 | 1990 | 1999 | 2006 | 2013 |
| Einwohner                 | 1348 | 1302 | 1173 | 1178 | 1154 | 1117 | 1163 | 1223 |
| Quelle: Cassini und INSEE |      |      |      |      |      |      |      |      |

## Sehenswürdigkeiten
- Kirche in Crémille aus dem 12. Jahrhundert
- Schloss Pleumartin aus dem 19. Jahrhundert
- Reste der früheren Burg
- Markthalle

## Persönlichkeiten
- Henri Doucet (1883–1915), Maler und Zeichner
- Marie-France Beaufils (* 1946), Politikerin (PCF)